# Norske kroner
Norske kroner er møntenheden og valutaen, som bliver brugt i Norge. Der findes også andre møntenheder med navnet krone, som for eksempel svenske kroner, danske kroner, islandske kroner, tjekkiske kroner og estiske kroner.

## Mønter og sedler

### Mønter
- 1-, 5-, 10- og 20-kronemyntene[2]

### Sedler
- 2018 Femti kroner (50) – Hovedmotiv: Utvær fyr[3]
- 2017 Hundre kroner (100) – Hovedmotiv: Gokstadskibet[4]
- 2017 To hundre kroner (200) – Hovedmotiv: Torsk[5]
- 2018 Fem hundre kroner (500) – Hovedmotiv: Redningsskøjten RS 14 «Stavanger»[6]
- 2019 Tusen kroner (1000) – Hovedmotiv: En bølge på åbent hav[7]